# Кроакс Елеан
Кроакс Елеан (фр. Croix-Helléan) насеље је и општина у северозападној Француској у региону Бретања, у департману Морбијан која припада префектури Понтиви.
По подацима из 2011. године у општини је живело 848 становника, а густина насељености је износила 58,89 становника/km². Општина се простире на површини од 14,4 km². Налази се на средњој надморској висини од 87 метара (максималној 111 m, а минималној 47 m).

## Демографија
| 1962. | 1968. | 1975. | 1982. | 1990. | 1999. | 2011. |
| ----- | ----- | ----- | ----- | ----- | ----- | ----- |
| 525   | 580   | 583   | 612   | 639   | 636   | 848   |

График промене броја становника у току последњих година